# 台中李方艾美酒店
臺中李方艾美酒店（英語：Le Méridien Taichung）是李方酒店管理集團旗下的一棟飯店大樓，為臺灣臺中市第十五高摩天大樓，位於臺鐵舊臺中車站左前方區域。總樓地板面積為15,341坪，停車場樓層為B3、B4、B5、B6，共約有350個平面和機械車位，並與萬豪酒店集團旗下品牌艾美酒店合作，將飯店規劃成228間客房及7個餐飲空間、大型宴會廳、健身房、會議廳等設施。。
大樓於1988年取得建照、1998年完工，由洪炳耀成立的大洪建設投資興建，外觀委託張大華建築師事務所設計，是台中舊市區的知名地標，尤其樓頂之旋轉餐廳更是其特色，歷經金沙百貨大樓、金沙休閒購物中心、神鑑大樓等數名更迭後，自2013年起改由李方酒店管理集團接手，於2015年更為現名，2022年8月29日試營運。

## 歷史

### 金沙大樓時期
- 原址原為大洪建設投資興建的台中花旗百貨。
- 1998年底，將原址的花旗百貨加以改建為「金沙百貨大樓」。
- 1999年7月6日，金沙百貨開幕，營業面積為4,500坪，客層定位為15-30歲的年輕族群，由金沙國際興業經營[4]。
- 2001年2月14日，因九二一大地震及臺中市商圈逐漸外擴西移等種種原因，金沙百貨經營不理想，因此結束營業。
- 2002年，改名為「金沙休閒購物中心」，經營內容由原本的百貨業改為類似光華商場的電子產品商場，也引進了補習班、舞廳、餐廳等。

#### 發生大火
- 2005年2月26日，金沙大樓發生火災，造成4人死亡、3人受傷[5]。

### 神鑑大樓時期─變更為酒店
- 2006年5月，元邦集團旗下的將富建設以新台幣7.82億元買下金沙大樓，改名為「神鑑大樓」[6]。
- 2013年5月，皇家季節酒店集團（今李方酒店管理集團）買下神鑑大樓[7][8]。
- 2014年11月，臺中市都發局通過皇家季節酒店集團以變更使用執照方式申請進行內外部的大整修，並委託閻辰昌建築師事務所重新進行外觀設計，旋即展開裝修工程，並在宣布預計於2019年中下旬開幕營運[9]。
- 2015年3月3日，李方酒店管理集團宣布，「台中李方艾美酒店」開始動工整建[10]。
- 2016年9月27日因梅姬颱風襲台，建置於旋轉塔樓外牆的鷹架遭強風從25樓的高空中全數吹落，砸中行駛於建國路上的一台車輛，造成兩人受傷[11]。
- 2019年11月12日，台中李方艾美酒店開幕前遭控欠廠商360萬貨款，財務疑出狀況[12]。
- 2020年4月，原預計2020年7月開始試營運以及9月份正式開幕，卻不敵2019冠狀病毒病臺灣疫情造成的旅遊觀光重創，台中李方艾美酒店宣告無限期暫緩籌備並資遣員工。[13]
- 2022年6月，台中李方艾美酒店因財務壓力解套以及疫情降溫，宣布於同年8月29日正式試營運，並採先住宿、後餐飲的營運模式。
- 2024年2月1日，位於24樓的高空景觀泳池及酒吧正式啟用，象徵全館設施皆已投入營運。

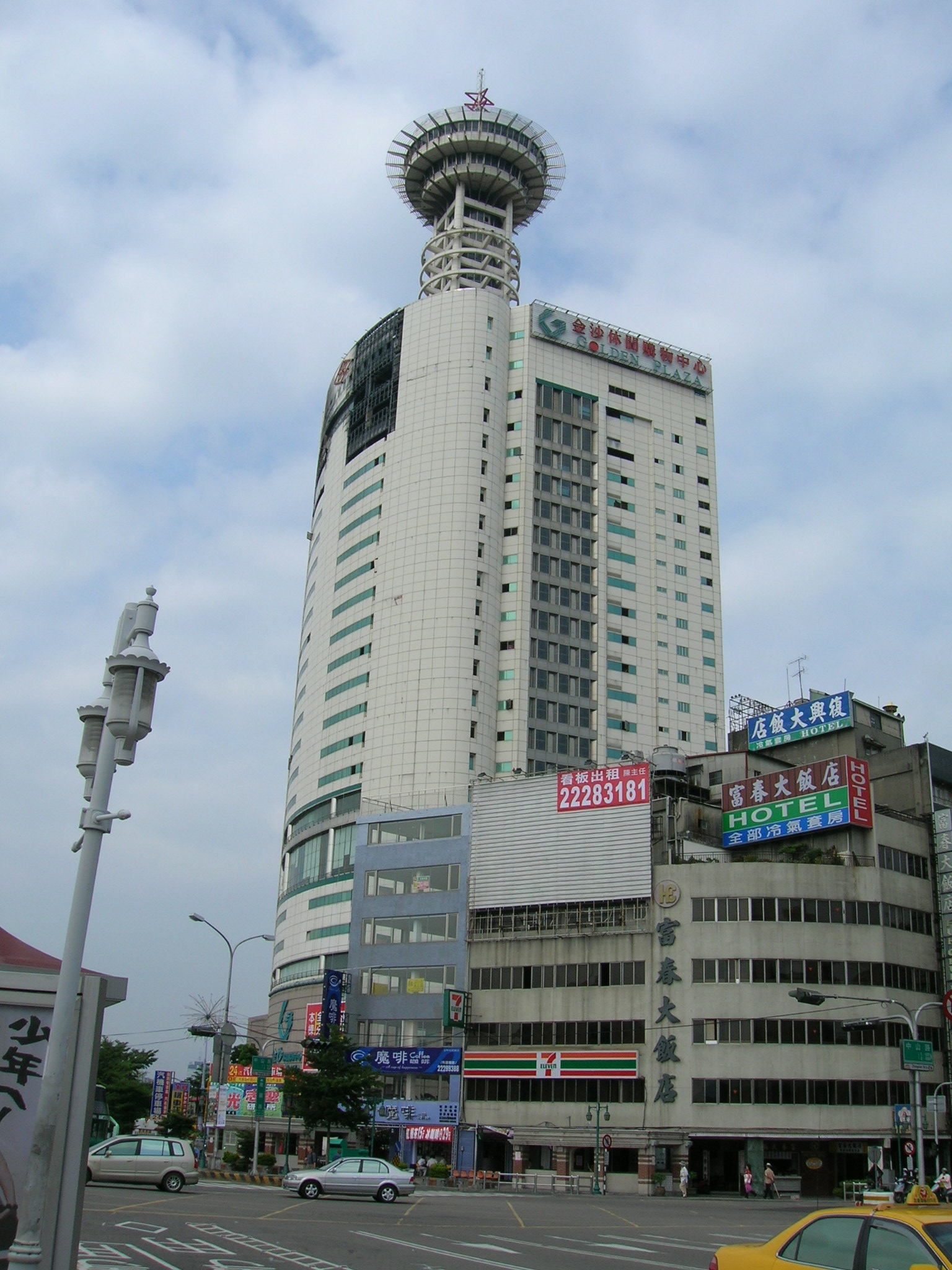
改建前的金沙大樓樣貌（2006年攝）
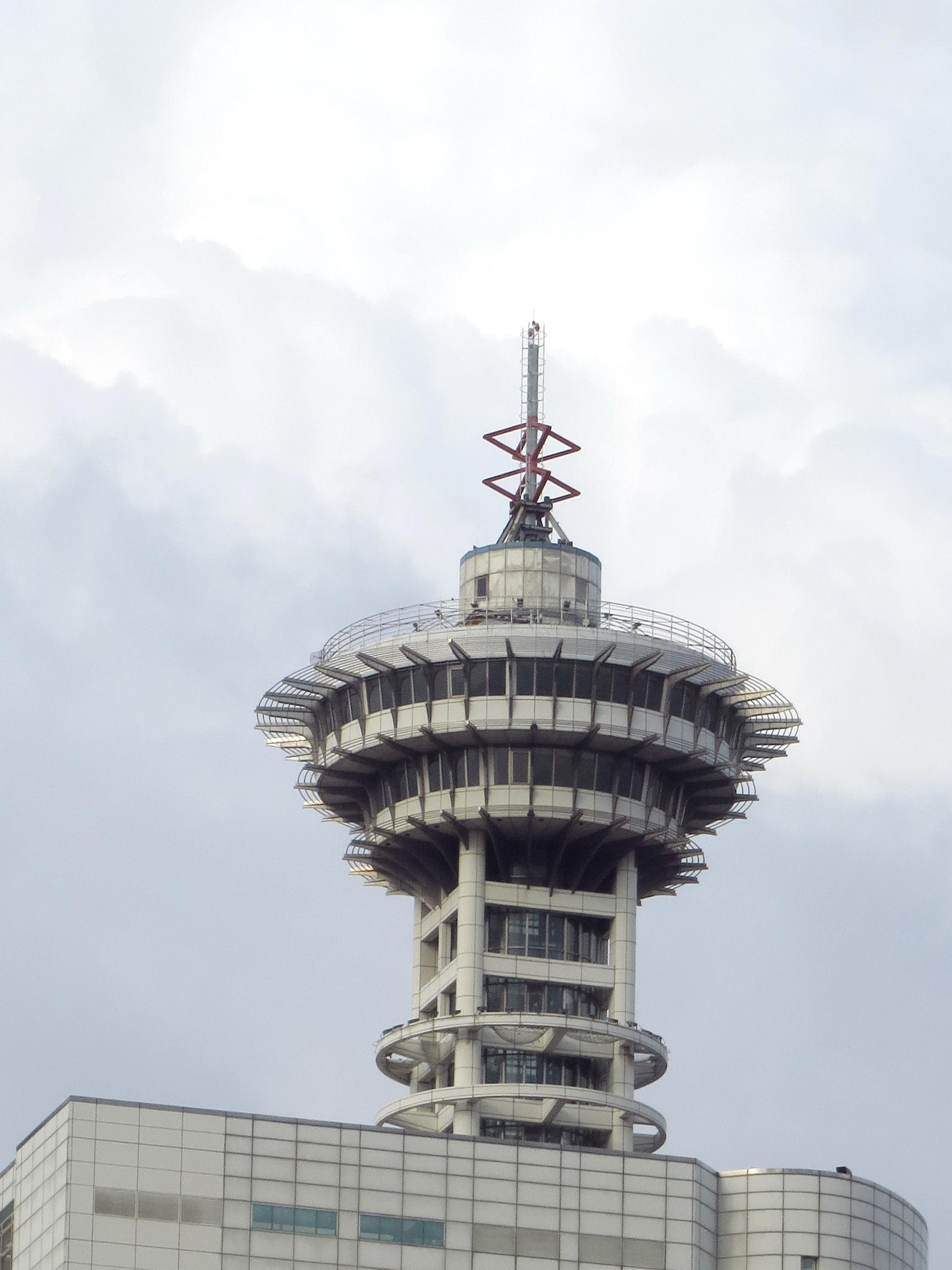
改建前金沙大樓的頂層設計（2006年攝）
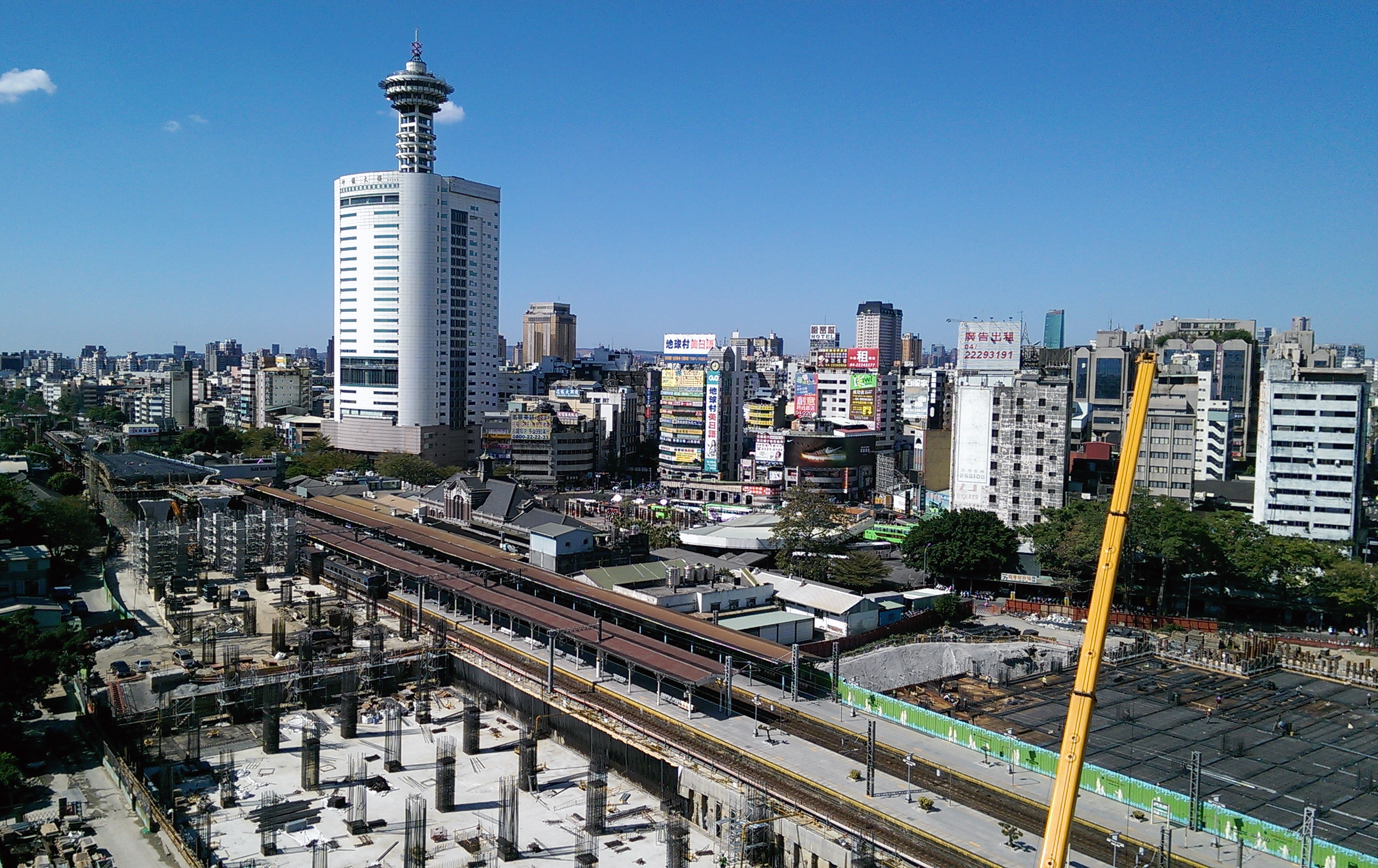
眺望興建中的台中鐵路高架化工程與神鑑大樓（曾用名）（2014年1月攝）

## 大眾運輸

### 鐵路運輸
臺鐵
- 臺中車站

### 公車客運
客運場站
- 國光客運臺中轉運站
- 統聯客運臺中站
- 台灣大道幹線公車：301、302、303、304、305、306、307、308、309

臺中市公車
前方站牌為「臺中車站（民族路）」，站牌編號1824
國道客運
- 統聯客運（臺中車站）：台北、新竹、桃園機場、麻豆／仁德／台南、高雄
- 台中客運（臺中轉運站）：竹山、新竹、台北／新店／市政府、西螺、虎尾、嘉義／民雄
- 國光客運（臺中轉運站）：基隆、板橋、台北、桃園機場、桃園、中壢、新竹、嘉義、台南、高雄、屏東

公路客運
- 仁友客運（仁友北站）：6235
- 全航客運（臺中站）：6268
- 彰化客運（臺中站）：6933、6935
- 南投客運（臺中站）：6670
- 員林客運（臺中站）：6735、6736、6737、6738、6882
- 總達客運（臺中站）：6322、6333
- 中鹿客運（後火車站）：9018
- 聯營路線：6870、6871、6883、6899、9120

### 臺中市公共自行車租賃系統
- 臺中火車站
- 臺中州廳

## 週邊景點
- 臺中車站
- 臺中車站鐵道文化園區（含國定古蹟臺中車站、20號倉庫、綠空鐵道、鐵鹿大街商場）
- 臺中車站前商圈（含第一廣場、電子街、繼光街徒步區、日出集團宮原眼科店與第四信用合作社）
- 自由路糕餅商圈
- 文化部文化資產園區（舊酒廠建築群、文化部文資局總部，歷史建築）
- 臺中州廳暨附屬建築群（古蹟整建修復中，國定古蹟、歷史建築）
- 臺中市役所（閒置中，歷史建築）

## 外部連結
- 台中李方艾美酒店
- 台中李方艾美酒店 臺灣旅宿網 （页面存档备份，存于）

24°08′12″N 120°40′59″E / 24.13659°N 120.68304°E